# Hannes Gebhard

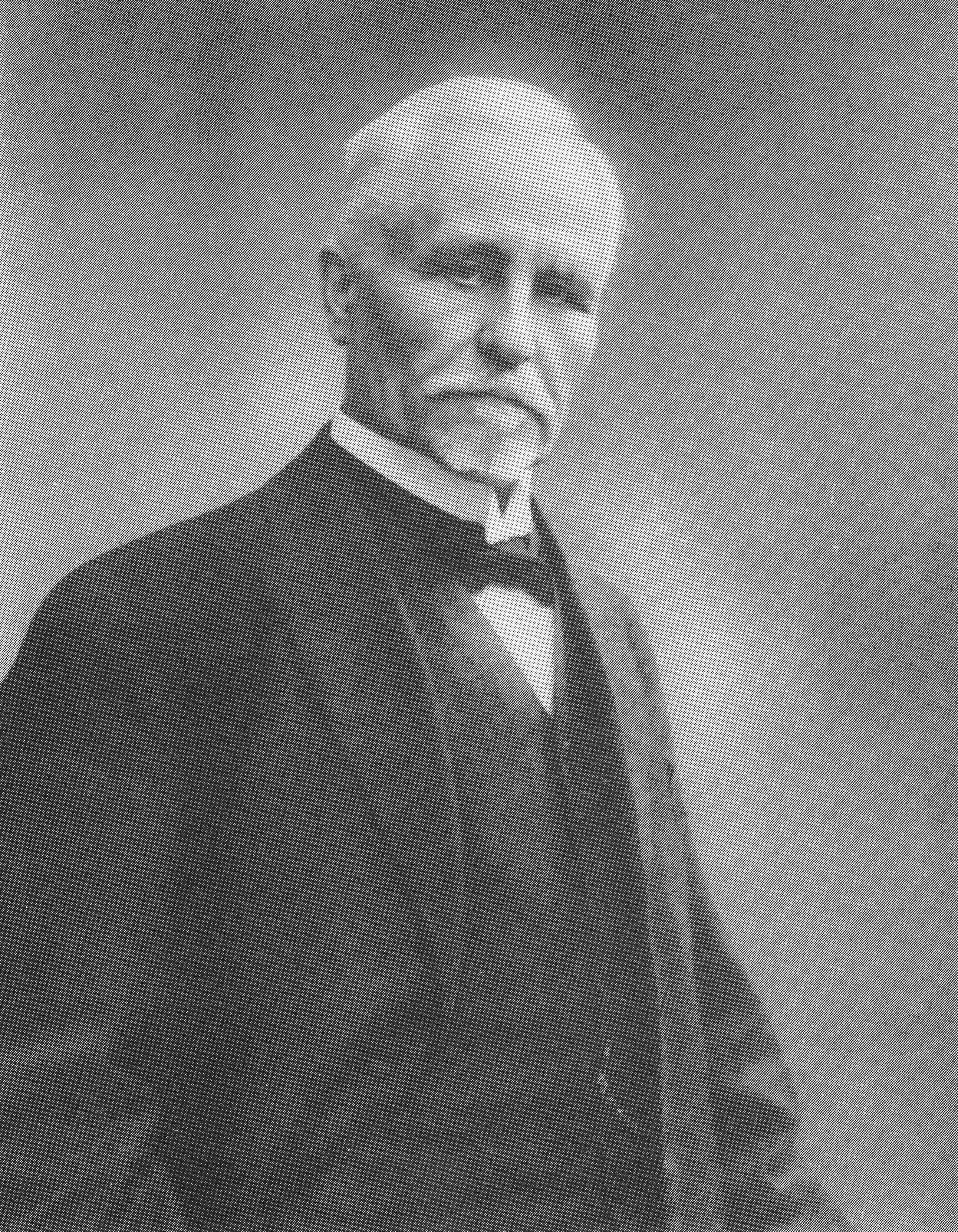
Hannes Gebhard

Hannes Gebhard (russisch Ханнес Гебхард; * 27. Märzjul. / 8. April 1864greg. in Kemijärvi, Großfürstentum Finnland; † 23. Februar 1933 in Helsinki) war ein Ökonom und Hochschullehrer aus Finnland.

## Leben
Gebhards Vater Johan Ferdinand Gebhard war Holzindustrieller, dessen Landgut Puustelli  mit dem 1865 erbauten Herrenhaus in  Kemijärvi nun ein touristisch interessantes Kunstzentrum ist. Gebhards Mutter war Mathilda Laurentia geborene Wegelius. Gebhards deutscher Großvater Johann Christian Gebhard (1786–1852) war Orchestermusiker in St. Petersburg und Wyborg und leitete dann das Militärorchester in Tavastehus. Gebhards Großonkel Friedrich Albert Gebhard war Schauspieler und Dramatiker in St. Petersburg und Moskau.
Gebhard besuchte das Schwedische Lyzeum der Universität Oulu (Abschluss 1882) und studierte an der Universität Helsinki mit Abschluss 1887 als Baccalaureus der Philosophie. 1890 wurde er dort zum Doktor der Philosophie promoviert.
Ab 1890 arbeitete Gebhard an der Universität Helsinki als Dozent für Wirtschaftsgeschichte der skandinavischen Länder. 1899–1906 hielt er Vorlesungen über Landwirtschaft, Nationalökonomie und Statistik. 1909–1927 war er Professor der Universität Helsinki.
1890 hatte Gebhard den Buchverlag Otava gegründet, dessen Geschäfte er bis 1892 führte.

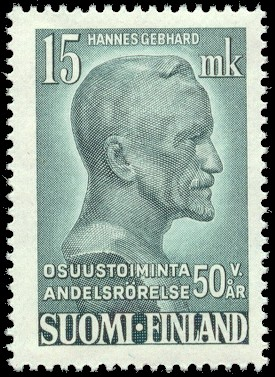
Hannes Gebhard (Posti 1949)

Von 1903 bis zur Oktoberrevolution 1917 und nach der finnischen Unabhängigkeit ab 1921 war Gebhard Geschäftsführer des Genossenschaftlichen Zentralkreditfonds Finnlands. Auch war er Direktor der Pellervo-Gesellschaft (1899–1917), die die Gründung genossenschaftlicher Unternehmen förderte, und ab 1926 Direktor der Genossenschaftsbewegung.
Gebhard war Mitglied der Finnischen Partei und 1907–1909 Abgeordneter des im Mai 1907 erstmals zusammengetretenen Finnischen Parlaments.
Seit 1891 war er mit Hedvig Gebhard verheiratet. Ihre Tochter war Maiju Gebhard, die Erfinderin des Geschirrabtropfschranks. Gebhards Vetter war der Maler Albert Gebhard.
Hannes Gebhard starb in Helsinki und wurde auf dem Friedhof Hietaniemi begraben. Der „Gebhard-Platz“ (Gebhardinaukio/Gebhardsplatsen) vor der Hauptverwaltung der OP-Genossenschaftsbank im Stadtteil Vallila wurde 2015 nach dem Ehepaar Gebhard benannt.